# Raimondu Congiu
Raimondu Congiu (Oliena, província de Nuoro, 15 d'octubre de 1763 - 1813) és un escriptor sard, fill de Francesco Congiu i de Luigia Ledda. Estudià teologia, però l'abandonà per a estudiar dret. Un cop llicenciat, destacà com a magistrat de dret civil i penal. Va escriure en sard Su triumphu de sa Sardigna espostu in ottava rima sarda, con la parafrasi italiana di Giovanni Maria Dettori, publicat a Sàsser el 1793.